# Гинзбург, Виталий Аркадьевич

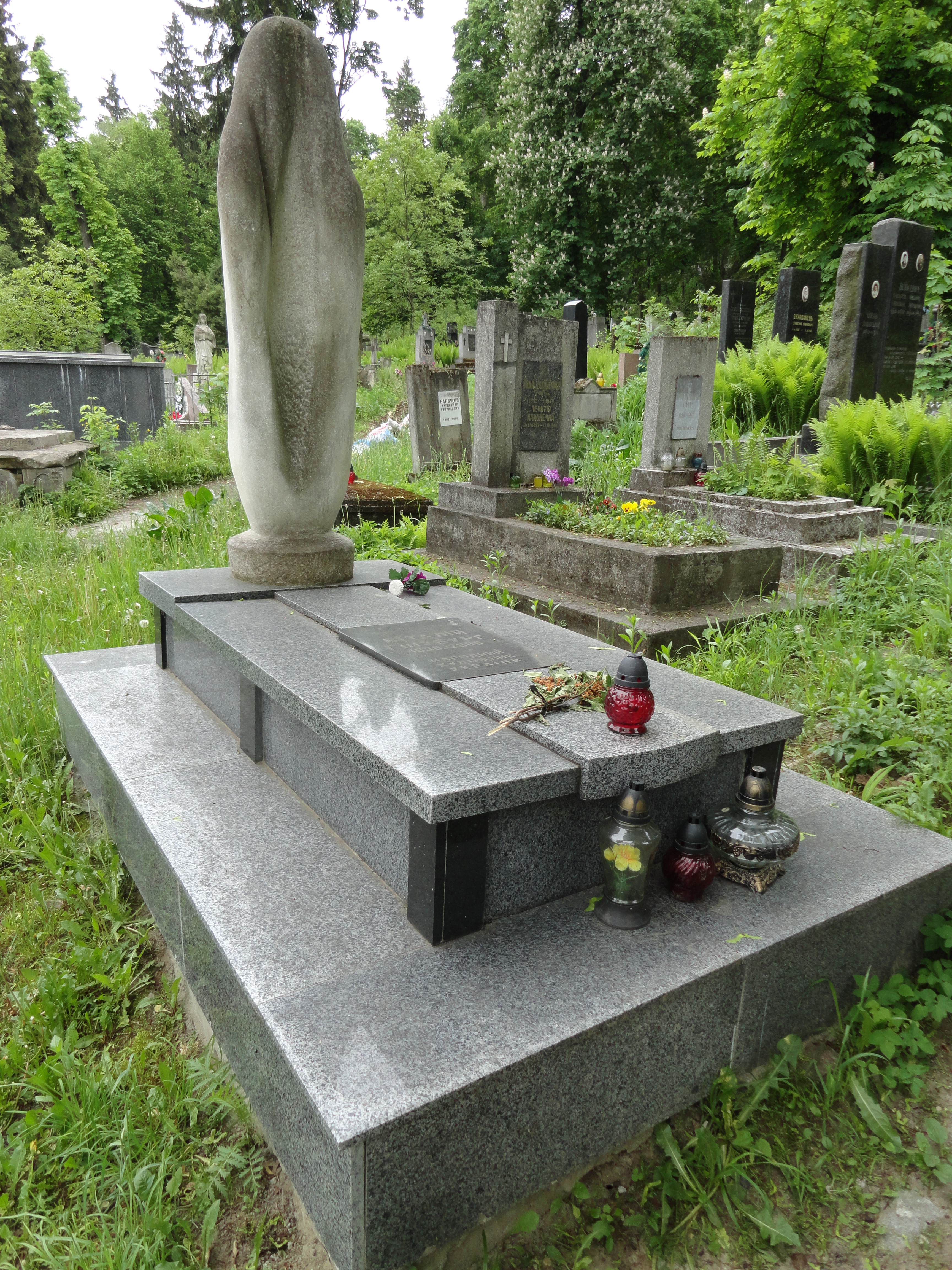
Памятник на могиле народного художника Украины Виталия Гинзбурга на Лычаковском кладбище (Львов)

Виталий Аркадьевич Гинзбург (23 апреля 1938, г. Константиновка Донецкой области — 24 января 2006, Львов) — советский и украинский художник, скульптор, народный художник Украины (1992).

## Биография
Выпускник химико-технологического факультета (специальность «технология стекла») Львовского политехнического института (ныне Национальный университет «Львовская политехника») (1960).
Более сорока лет работал на Львовском стекольном производственном объединении «Радуга».
Инициатор создания первой на Украине художественной мастерской стеклянной скульптуры малых форм и изготовления миниатюрной скульптуры из стеклодрота — стеклянных миниатюр, которые делают руками в раскаленной струе горящего газа. Начав с этого, он потом делал самые разнообразные вещи и в самых разных стеклянных техниках.
С 1976 г. — член Национального союза художников Украины.
Заслуженный художник Украинской ССР (1983). Народный художник Украины (1992).
Умер во Львове и похоронен на Лычаковском кладбище.

## Выставки
Виталий Гинзбург, начиная с 1961 г., принимал участие более, чем в 95 областных, всеукраинских, международных художественных выставках, самых престижных промышленных ярмарках как на Украине, так и за рубежом. В том числе:
- 1986 — Буэнос-Айрес, Аргентина.
- 1987 — Ханой, Вьетнам.
- 1989 — «Українське мистецтво». Эдмонтон, Канада.
- 1990 — Галерея «Сан-арт»". Мельбурн, Австралия.
- 1991 — «Художнє скло», галерея «Glass-I». Стокгольм, Швеция.
- 1991 — Саппоро, Япония.
- 1992 — «Сучасне мистецтво України», галерея «Cimm Ciniidzi». Судзиока, Фудзиеда,.
- 1994—1995 — «Міжнародний центр скла». Ван-Ле-Шатель, Франция и др.

Был участником Международных симпозиумов по гутному стеклу во Львове и за пределами страны.

## Творчество
Художник В. Гинзбург — мастер по стеклу, прекрасно ощущая его структуру, в совершенстве владея технологическими приемами, воспроизводил окружающий мир в оригинальных декоративных композициях. Это художественные фигурки зверей, птиц, рыб, сказочных персонажей, изображения знаков зодиака из гутного стекла, которые выпускались объединением «Радуга» в течение многих лет.
Создал целую галерею скульптурных персонажей. Автор композиций:
- Лето,
- Февральское цветение,
- Стекло,
- Начало,
- Источник,
- Жажда,
- Чёртова гута,
- Скоморохи,
- Стеклодувы и др.

Произведения художника сейчас украшают собрания многих музеев и частных коллекций.